# Big C
Big C (officiellement Big C Supercenter PLC, en thaï : บิ๊กซี ซูเปอร์เซ็นเตอร์), est une enseigne de commerce de détail basée à Bangkok, en Thaïlande. C'est une des deux principales chaînes d'hypermarchés en Thaïlande (avec Tesco en 2019). Outre la Thaïlande, elle est présente au Viêt Nam et au Laos.
Big C a été fondé en 1993 par la société faîtière familiale Central Group et a ouvert son premier magasin au carrefour Wong Sawang, à Bangkok, sous la marque Central Superstore, filiale de Central Group. L'enseigne est cotée au Stock Exchange of Thailand depuis 1995.
À la suite du retrait de Casino, c'est la société Berli Jucker Public Company Limited or the BJC Group qui rachète BigC en Thaïlande.
Alors que Central Group a racheté BigC Vietnam qui appartenait à Casino. 
Les deux entreprises : BigC Vietnam et BigC Thailand sont donc deux entités différentes avec deux propriétaires différent.

## Histoire

### Années 1990

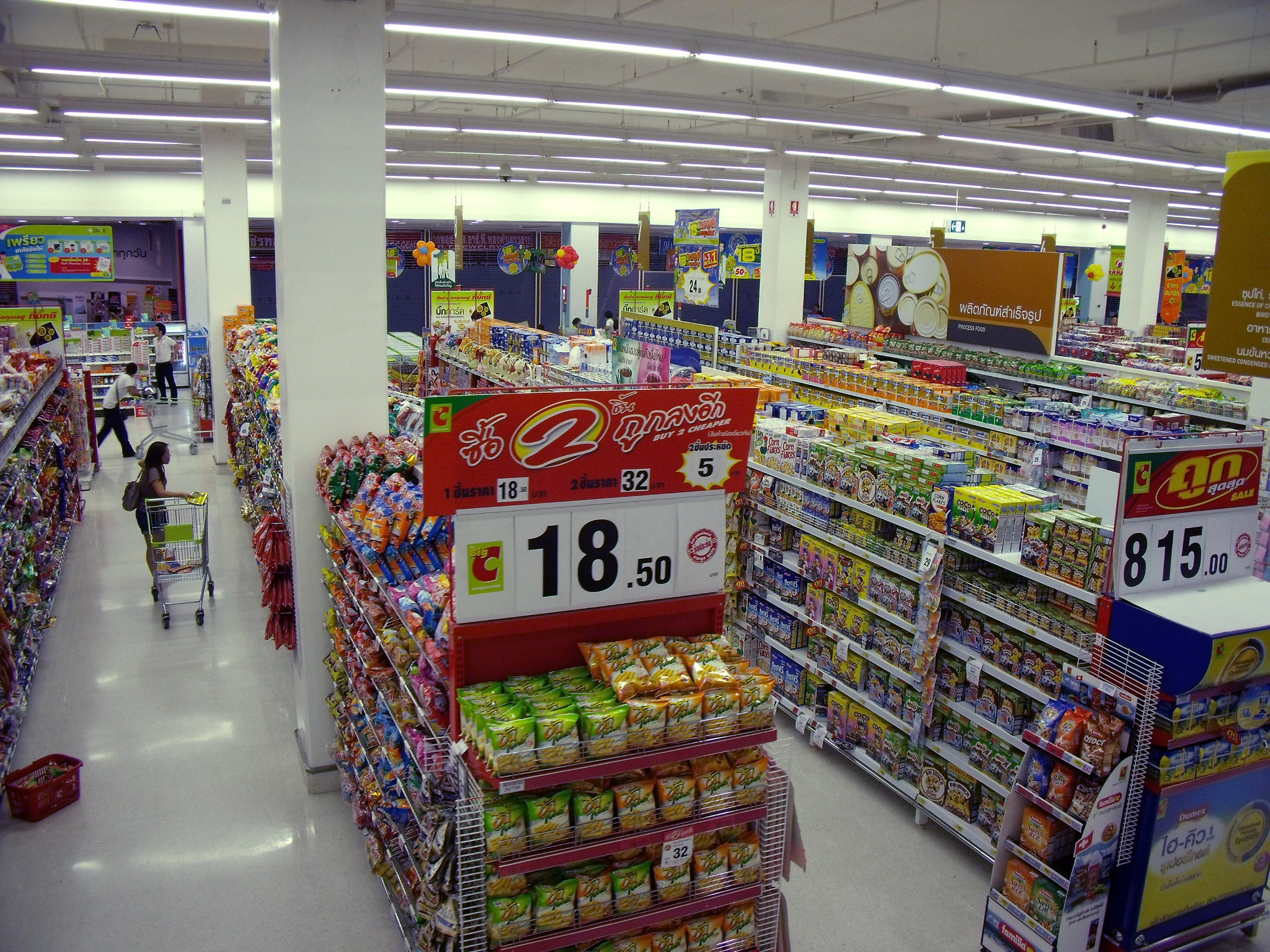
Un magasin Big C à Bangkok en 2011.

Central Group a ouvert en 1993 un premier magasin au carrefour Wong Sawang : celui-ci vendait de l'épicerie et des vêtements en libre-service. L'enseigne « Big C » fut lancée le 15 janvier 1994 ; son nom est une abréviation de Big Central. Le premier magasin sous ce nom a ouvert à Bangkok, sur la route Chaengwattana.
Le magasin Save One de Rangsit (dans la province de Pathum Thani), renommé Big C Supercenter en 1995, a été le premier de la chaîne en-dehors de Bangkok. La même année, Central Superstore Company Limited a changé son nom en Big C Supercenter Public Company Limited et est entré au Stock Exchange of Thailand (SET, code : BIGC).
Big C a lancé son premier magasin sur un seul niveau à Bangphlee en 1996, d'une surface de 12 000 m2, avec un aménagement destiné à réduire les frais de fonctionnement.

### Fusion avec le Groupe Casino
Après la crise économique asiatique de 1997, Big C Supercenter Public Company Limited a décidé de s'allier avec le Groupe Casino, qui a acheté 530 millions de ses actions lors d'une augmentation de capital en 1999, devenant ainsi son actionnaire principal. Après cette opération, Casino a revendu la totalité de la division textile de Big C, afin de se concentrer sur le commerce de détail et de renforcer son efficacité.

### Années 2000
Big C a augmenté ses horaires de 8 h à minuit et lancé son site internet en 2000. Deux ans plus tard, il a lancé une chaîne de supermarchés de hard-discount, Leader Price by Big C, une filiale semblable à la marque du groupe Casino Leader Price. La même année, Big C a créé sa première carte de crédit et la Big C Foundation (thaï : มูลนิธิบิ๊กซี), destinée à aider les enfants en danger.
Big C a développé le concept de « magasin compact » en 2005. Chacun de ces magasins nécessite un investissement entre 300 et 400 millions de bahts, pour une surface de vente entre 5 et 6 000 m2, contre 10 000 pour un magasin Big C standard, qui requiert entre 600 et 700 millions de bahts.
En 2006, Leader Price by Big C a été transformé en Mini Big C (thaï : มินิบิ๊กซี), une chaîne de magasins ouverts 24 heures sur 24. Big C a lancé un nouveau format de magasins en juillet 2010, Big C Junior (thaï : บิ๊กซี จูเนียร์), intermédiaire entre un magasin compact et un supermarché.

### Globalisation

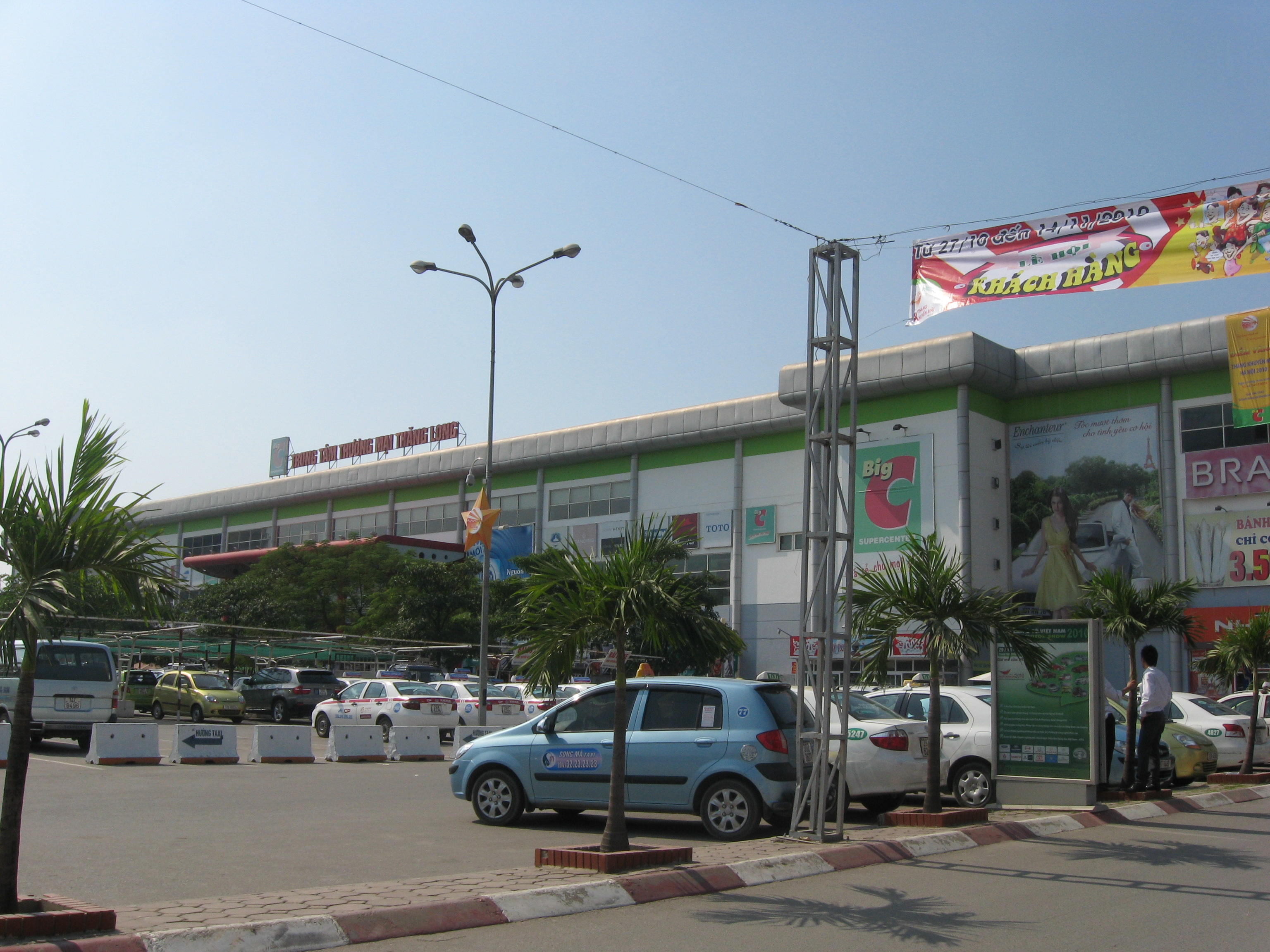
Le Big C Thang Long, à Hanoï, est le plus grand hypermarché du Viêt Nam.

La marque Big C a été utilisée pour la première fois hors de Thaïlande à la fin 2003, lors du renommage de trois hypermarchés Cora au Viêt Nam. Ces magasins appartenaient à une filiale de Vindémia, elle-même propriété du Groupe Bourbon. Casino a racheté Vindémia en 2005 et la marque Big C Supercenter continue à être utilisée au Viêt Nam depuis lors. (Vindémia avait ouvert ces hypermarchés dans la région d'Hô-Chi-Minh-Ville en 1998 et 2001.)
En 2010, Big C a annoncé qu'il allait ouvrir son premier magasin à Vientiane, au Laos, dans le nouveau Talat Sao (marché du matin), en décembre 2011,,,,. (Après la fin des inondations de Thaïlande.)

### Rachat de Carrefour en Thaïlande
En novembre 2010, l'offre de Big C a été retenue pour l'achat des 41 magasins Carrefour de Thaïlande pour 35,4 milliards de baht (868 millions d'euros). Après cette acquisition, le Groupe Casino possède 111 hypermarchés dans le pays, contre seulement 87 pour Tesco (si on compte toutes les tailles de magasins, Tesco reste plus important, avec 704 magasins) (A noter : en mars 2020, Tesco a vendu ses activités en Thaïlande et en Malaisie, comprenant 2 000 magasins (supermarchés Tesco Lotus...), à Charoen Pokphand Group pour 10 milliards de dollars ,,).
Big C et les magasins Carrefour locaux ont lancé leur première campagne de promotion commune en janvier 2011, avant que tous les magasins Carrefour soient renommés Big C, en commençant par le Carrefour Suwintawong en mars 2011.

### Présent

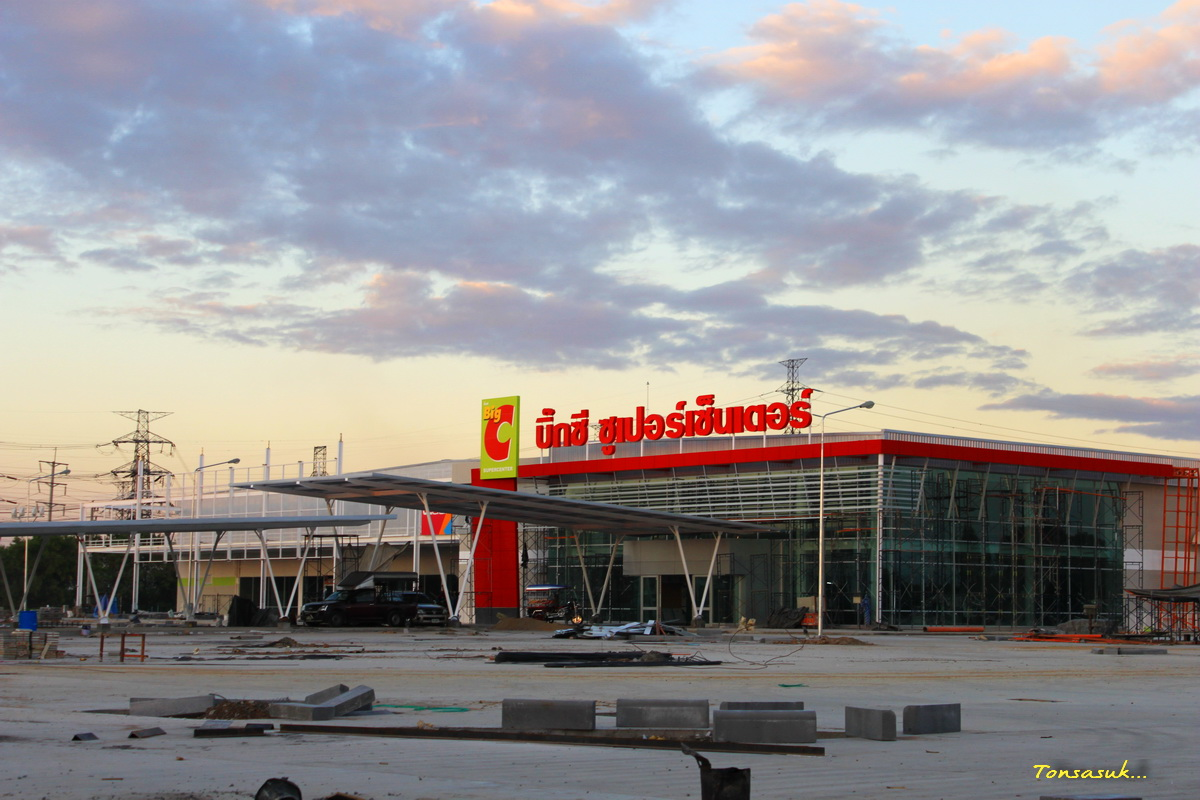
Un magasin Big C en construction à Roi Et en décembre 2012.

Le 19 mai 2010, le magasin Big C Rajdamri 2, à Bangkok, a été sérieusement endommagé par un incendie allumé par les « chemises rouges » lors des émeutes de 2010. Il a rouvert le 2 février 2011.
En mai 2011, Big C a changé le nom des Big C Junior en Big C Market (thaï : บิ๊กซี มาเก็ต) et a lancé une marque d'hypermarchés de luxe nommée Big C Extra (thaï : บิ๊กซี เอ็กซ์ตร้า). Le premier Big C Extra, un ancien magasin Carrefour, a ouvert à Ladprao. Big C a aussi ouvert en juin 2011 un Big C Jumbo (thaï : บิ๊กซี จัมโบ้), plus grand que l'hypermarché habituel et destiné à la vente en gros.
En janvier 2012 a été lancé Big C Optical (thaï : บิ๊กซี ออฟติคัล), une chaine de magasins d'optique.
En février 2016, Casino annonce la vente de sa participation de 59 % dans Big C pour 3,1 milliards d'euros.

## Enseignes et formats des magasins

### Big C
Les magasins Big C (thaï : บิ๊กซี) sont des hypermarchés ou supermarchés qui vendent des produits de consommation courante, dans cinq catégories principales : produits frais, conserves, vêtements, décoration et électricité.
Il en existe plusieurs types :
- standard - de 8 à 30 000 m2

- compact - entre 4 et 8 000 m2

- mini compact - les plus petits : moins de 4 000 m2

- prestige - ce sont des hypermarchés plus luxueux, placés dans des sites prestigieux et visant la clientèle étrangère.

- vente en ligne - Début 2010, Big C a lancé le premier magasin de vente en ligne en Thaïlande, @BIGClick. Les clients choisissent leurs produits et payent en ligne, puis retirent leurs achats dans le magasin Big C de leur choix dans la Région métropolitaine de Bangkok, la Région centre ou la Région nord. Depuis octobre 2011, dans certaines zones ils peuvent également leur être livrés gratuitement dans les deux jours. Les clients peuvent aussi commander par téléphone depuis mars 2012. Ce même mois, Big C a renommé @BIGClick en Big C Shopping Online (thaï : บิ๊กซี ช้อปปิ้ง ออนไลน์).

### Autres enseignes
- Big C Extra (thaï : บิ๊กซี เอ็กซ์ตร้า) a été lancé en mai 2011. Ce sont les hypermarchés rachetés par le Groupe Casino à Carrefour l'année précédente.
- Big C Jumbo (thaï : บิ๊กซี จัมโบ้) est une grande surface destinée aux grossistes et aux commerçants de détail. Le premier a ouvert le 20 juin 2011.
- Les Big C Market (thaï : บิ๊กซี มาเก็ต), ou Big C Junior (thaï : บิ๊กซี จูเนียร์), sont de taille intermédiaire entre un supermarché et un magasin compact. Le premier a ouvert le 5 juillet 2010 à Saraburi, dans la galerie marchande Tawekit, sous la marque Big C Junior. Après sa reprise des magasins Carrefour de Thaïlande, Big C en a renommé certains Big C Junior. Le 17 mai 2011, ce nom a été abandonné au profit de Big C Market.
- Mini Big C (thaï : มินิบิ๊กซี) est un format intermédiaire entre le supermarché et l'épicerie de quartier. Ils sont ouverts 24 heures sur 24. Leur taille varie de 80 à 250 m2, ce qui est plus petit que les Tesco Lotus Express. Ils vendent principalement trois catégories de produits : produits frais, conserves et petite épicerie.
- Pure by Big C (thaï : เพียว บาย บิ๊กซี) est une chaîne de pharmacie et de produits de beauté, similaire à Watsons ou au britannique Boots Group. Elle vend des médicaments, de la parapharmacie, de l'herboristerie, des cosmétiques et des produits d'hygiène personnelle.
- Big C Optical (thaï : บิ๊กซี ออฟติคัล) est une chaîne de magasins d'optique créée en janvier 2012. En Thaïlande, elle est gérée par Better Vision (thaï : หอแว่น).
- Big Cup by Big C (thaï : บิ๊กคัพ บาย บิ๊กซี), ou Sandwich Land, est une chaîne de restauration rapide à bas prix. Elle sert de la nourriture chaude et froide, comme des sandwichs, des hamburgers, des hot dogs, des dimsums, du popcorn, des jus de fruit et d'autres boissons. Ses prix sont entre 5 et 30% moins chers que ceux des autres chaines de restauration rapide locales. En Thaïlande, ses magasins utilisent le nom Big Cup by Big C et au Viêt Nam celui de Sandwich Land.
- B Bread by Big C (thaï : บี เบรด บาย บิ๊กซี) est une chaîne de petites boulangerie. Elle vend des pains spéciaux, des gâteaux, des crackers, des bretzels, des cookies, des biscuits, des tartes, des donuts, des pâtisseries chinoises et des pâtisseries de saison. Certaines boutiques comprennent un café, qui sert du café, du thé vert, du lait et des jus de fruits frappés.
- B Pizza by Big C (thaï : บี พิซซ่า บาย บิ๊กซี) est une chaîne de pizzas de qualité, livrées, servies sur place ou à emporter. Les clients peuvent commander par téléphone. Le seul « vrai » magasin B Pizza by Big C se trouve à Haïphong, au Viêt Nam, tandis qu'en Thaïlande le service est assuré par les magasins B Bread by Big C.
- Big C Big Service (thaï : บิ๊กซี บิ๊กเซอร์วิส) est la branche de paiements mobiles du groupe, lancée en octobre 2011 en association avec les opérateurs de réseaux mobiles.